# Франклин (окръг, Алабама)
Вижте пояснителната страница за други населени места с името Франклин.
Окръг Франклин (на английски: Franklin County) е окръг в щата Алабама, Съединени американски щати. Площта му е 1676 km², а населението – 32 113 души (1 април 2020). Административен център е град Ръселвил.